# 프랑스령 아프리카
프랑스령 아프리카는 프랑스 식민제국의 아프리카 영토를 말한다.
- 프랑스령 북아프리카
  - 프랑스령 알제리
- 프랑스령 서아프리카
- 프랑스령 적도 아프리카
- 동아프리카 및 인도양 지역
  - 지부티
  - 코모로
  - 마다가스카르